# Olivia Thirlby
Olivia Thirlby (født 6. oktober 1986 i New York City) er en amerikansk skuespiller.

## Filmografi
- Juno (2007)
- Solitary Man (2009)
- Venskab med fryns (2011)
- The Darkest Hour (2011)
- Margaret (2011)
- Dredd (2012)
- Being Flynn (2012)